# NGC 6067
NGC 6067 ist ein offener Sternhaufen im Sternbild Winkelmaß am Südsternhimmel. Er hat eine Helligkeit von 5,6 mag, eine Winkelausdehnung von 15 × 15 Bogenminuten und ist schätzungsweise 4600 Lichtjahre vom Sonnensystem entfernt. Der Sternhaufen hat spektralen Untersuchungen zufolge ein Alter von etwa 90 Millionen Jahren. Innerhalb des Haufens befindet sich der massereiche Planetarische Nebel BMP J1613-5406.
Das Objekt wurde am 8. Mai 1826 von James Dunlop entdeckt.